# Bijoux Falls Park
Bijoux Falls Park är en park i Kanada.   Den ligger i provinsen British Columbia, i den centrala delen av landet, 3 400 km väster om huvudstaden Ottawa. Bijoux Falls Park ligger 746 meter över havet.
Terrängen runt Bijoux Falls Park är huvudsakligen lite bergig. Bijoux Falls Park ligger nere i en dal. Trakten runt Bijoux Falls Park är nära nog obefolkad, med mindre än två invånare per kvadratkilometer..
I omgivningarna runt Bijoux Falls Park växer i huvudsak barrskog.